# Fórmula E
La Fórmula E es una categoría de monoplazas eléctricos que organiza cada año junto a la Federación Internacional del Automóvil el campeonato mundial de la ABB Fórmula E, actualmente la mayor competición de monoplazas eléctricos, fue creado inicialmente con la intención de servir como laboratorio de investigación y desarrollo de vehículos eléctricos y para promoverlos y acelerar su popularidad. Sirve también como escaparate de innovaciones y desarrollo en un marco que combina tecnología y deporte.
Su temporada inaugural se realizó entre septiembre de 2014 y junio de 2015. En ese primer campeonato, McLaren fue la suministradora de los motores, transmisiones y sistemas electrónicos de todos los monoplazas, pero a partir de la segunda edición cada escudería monta su propio motor. Dallara construye los chasis (diseñados por Spark Racing Technology), Michelin es el suministrador único de neumáticos. Con el pasar de las temporadas, un gran número de automotrices instalaron su equipo en la categoría. En la temporada 9 en 2022/2023, ABB suministrará la tecnología de carga para los vehículos eléctricos.
Es uno de los campeonatos que más puntos otorga para la Superlicencia de la FIA: incluyendo 30, 25 y 20 a los tres primeros clasificados, respectivamente.

## Historia
Jean Todt, presidente del organismo rector mundial del automovilismo, la Federación Internacional del Automóvil (FIA), concibió la propuesta de un campeonato de carreras de autos eléctricos monoplaza en la ciudad, el proyecto se lo presentaría a Alejandro Agag y Antonio Tajani en una cena en un pequeño restaurante en la capital francesa, París, el 3 de marzo de 2011. Tajani se concentró en la electrificación de la industria del automóvil, la reducción de las emisiones de dióxido de carbono y la introducción de sistemas híbridos y eléctricos. Agag apoyó la propuesta de Todt después de que este último hablara sobre la apertura de una licitación por parte de la FIA para organizar la serie. Agag le dijo a Todt que asumiría la tarea debido a su experiencia previa en la negociación de contratos con estaciones de televisión, patrocinio y marketing.
Desde la temporada 2020-21, la Fórmula E se convirtió en un campeonato mundial de la FIA, lo que la convierte en la primera serie de carreras de monoplazas fuera de la Fórmula 1 en obtener el estatus de campeonato mundial.

## Monoplazas

### Primera generación
En la temporada inaugural 2014-15 todos los equipos compitieron con el mismo monoplaza; el Spark-Renault SRT 01E. El chasis fue diseñado por Dallara, con un motor eléctrico desarrollado por McLaren (el mismo utilizado en el McLaren P1), un sistema de batería creado por Williams F1 y una caja de cambios de 5velocidades. Los monoplazas aceleran de 0 a 100 km/h en 3 segundos, con una velocidad máxima de 225 km/h.
Los niveles de ruido en decibelios eran de Fórmula E = 80dB. La potencia de los coches es de aproximadamente 260 kW en 2017.
Para la temporada 2015-16, ocho marcas fabricaron solamente su propio Sistema de propulsión: Venturi, Andretti Autosport, Virgin Racing, ABT Sportsline, Mahindra, Renault Sport, Motomatica, y NEXTEV TCR. Desde la primera temporada hasta la actualidad, Michelin es el proveedor oficial de neumáticos.

### Segunda generación
Desde la temporada 2018-19, el monoplaza utilizado pasó a ser el Spark SRT05e. A diferencia del anterior, este cuenta con la energía suficiente para completar una carrera sin necesidad de hacer cambio de monoplaza. Los nuevos coches están equipados con sistemas de frenos Brembo, elegidos por Spark Racing Technology como único proveedor.
La potencia es cercana a los 300 kW en rendimiento de carrera y 330 kW en clasificación.
Este monoplaza fue el primero de la categoría en equipar Halo. Sobre dicho dispositivo de seguridad se colocaron luces LED que indica que un piloto tiene encendido el fanboost o el modo ataque.
Una versión renovada de esta generación, llamada Gen2 EVO, iba a estrenarse en 2021 pero luego se retrasó debido a la pandemia de COVID-19.
```
delantero (250 kW) y trasero (350 kW) para una recuperación máxima de 600 kW al frenar. La batería también está diseñada para poder manejar la "carga rápida" a velocidades de hasta 800 kW, lo que permitirá la recarga en boxes en el campeonato por primera vez.
[
18
]
 En julio de 2020 se anunció que Spark Racing Technology construiría el chasis y suministraría el eje delantero MGU, Williams Advanced Engineering suministraría la batería y 
Hankook
 suministraría neumáticos para todo clima que incorporaran biomaterial y caucho sostenible.
[
19
]
```

|                                |
| Primera generación (2014-2018) |

|                                |
| Segunda generación (2018-2022) |

|                            |
| Tercera generación (2022-) |

### Auto de seguridad

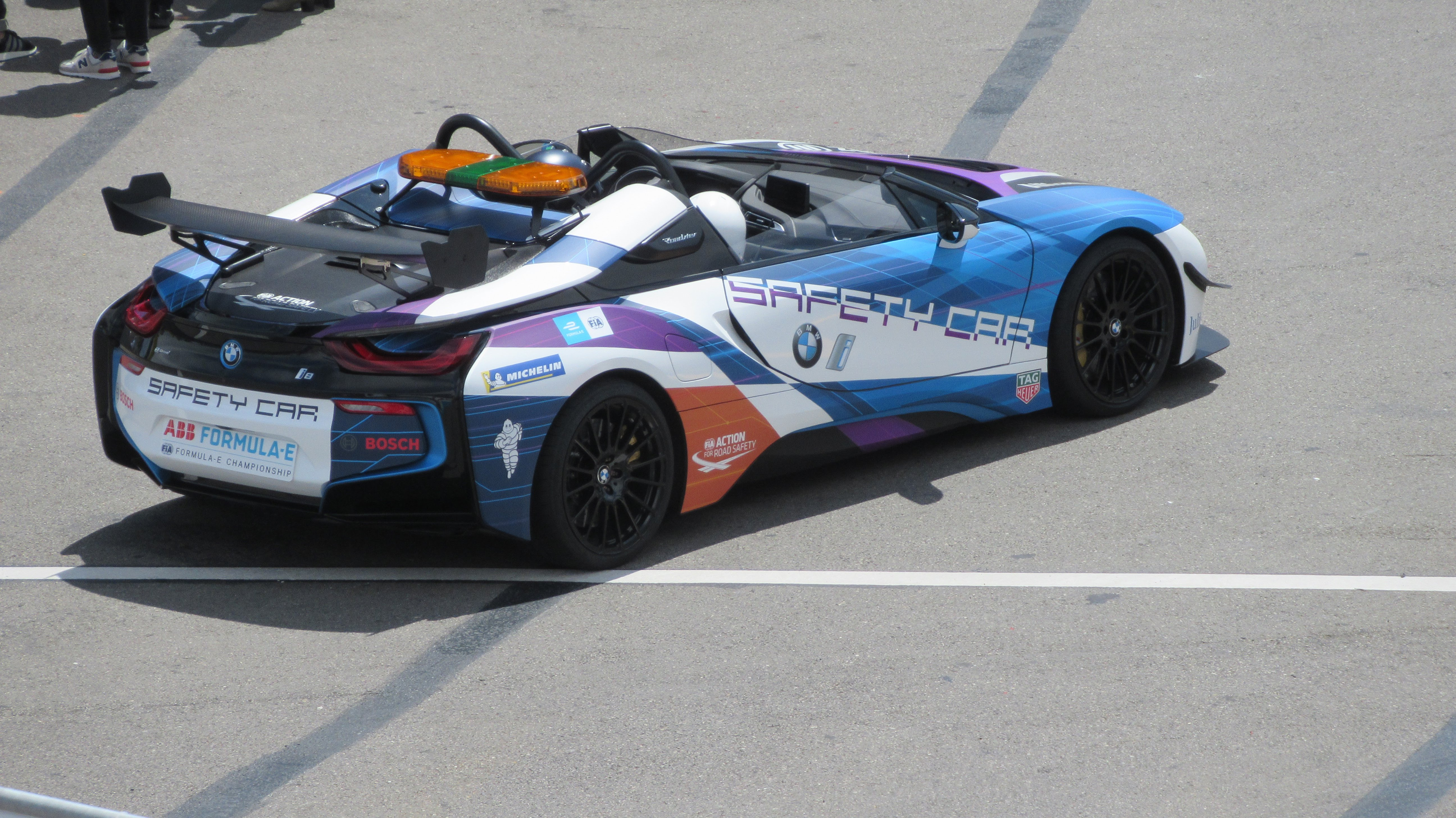
Los coches de seguridad BMW i8

Durante las primeras siete temporadas, se empleó un BMW i8 híbrido enchufable como coche de seguridad de la Fórmula E. En la temporada 2019-20 y la temporada 2020-21 se han utilizado dos versiones: una con techo y otra sin techo.
Durante la temporada 2020-21, se utilizó un Mini Electric (llamado Electric Pacesetter por JCW) como coche de seguridad para carreras seleccionadas.
A partir de 2022, se ha utilizado un Porsche Taycan, con una livery que luce los colores de los 11 equipos.

## Sistema de puntuación
Además el piloto que consigue la pole position recibe tres puntos, el que hace el tiempo más rápido en fase de grupos de clasificación un punto y el que consigue la vuelta rápida un punto.
| Posición | 1.º | 2.º | 3.º | 4.º | 5.º | 6.º | 7.º | 8.º | 9.º | 10.º | G | Pole | VR |
| Puntos   | 25  | 18  | 15  | 12  | 10  | 8   | 6   | 4   | 2   | 1    | 1 | 3    | 1  |

## Equipos participantes

### Temporada 2022-23
Notas: Los datos estadísticos corresponden a las temporadas disputadas hasta la temporada 2019-20 de Fórmula E.
|  | Escudería                        | Sede                         | Director          | Debut   | Temp. | Temp. consec. | Camp. Pilotos | Camp. Equipos | Res. 2021-22 |
|  | -------------------------------- | ---------------------------- | ----------------- | ------- | ----- | ------------- | ------------- | ------------- | ------------ |
|  | Jaguar TCS Racing                | Coventry, Reino Unido        | James Barclay     | 2016-17 | 6     | 6             | 0             | 0             | 4°           |
|  | Envision Racing                  | Silverstone, Reino Unido     | Sylvain Filippi   | 2014-15 | 8     | 8             | 0             | 0             | 5°           |
|  | Avalanche Andretti Formula E     | Indianápolis, Estados Unidos | Roger Griffiths   | 2014-15 | 8     | 8             | 0             | 0             | 6°           |
|  | TAG Heuer Porsche Formula E Team | Sttutgart, Alemania          | Florian Modlinger | 2018-19 | 3     | 3             | 0             | 0             | 7°           |
|  | Mahindra Racing                  | Banbury, Reino Unido         | Frederic Bertrand | 2014-15 | 8     | 8             | 0             | 0             | 8°           |
|  | Nissan e.dams                    | Ruaudin, Francia             | Gregory Driot     | 2018-19 | 8     | 8             | 1             | 3             | 9°           |
|  | NIO 333 Racing                   | Silverstone, Reino Unido     | Alex Hui          | 2017-18 | 8     | 8             | 1             | 0             | 10°          |
|  | DS Penske                        | Los Ángeles, Estados Unidos  | Jay Penske        | 2014-15 | 8     | 8             | 0             | 0             | 11°          |
|  | Maserati MSG Racing              | Fontvieille, Mónaco          | James Rossiter    | 2022-23 | 0     | 0             | 0             | 0             | No participó |
|  | ABT Cupra Formula E Team         | Kempten, Alemania            | Thomas Biermaier  | 2014-15 | 7     | 0             | 1             | 0             | No participó |
|  | NEOM McLaren Formula E Team      | Woking, Reino Unido          | Ian James         | 2022-23 | 0     | 0             | 0             | 0             | No participó |

### Cronología

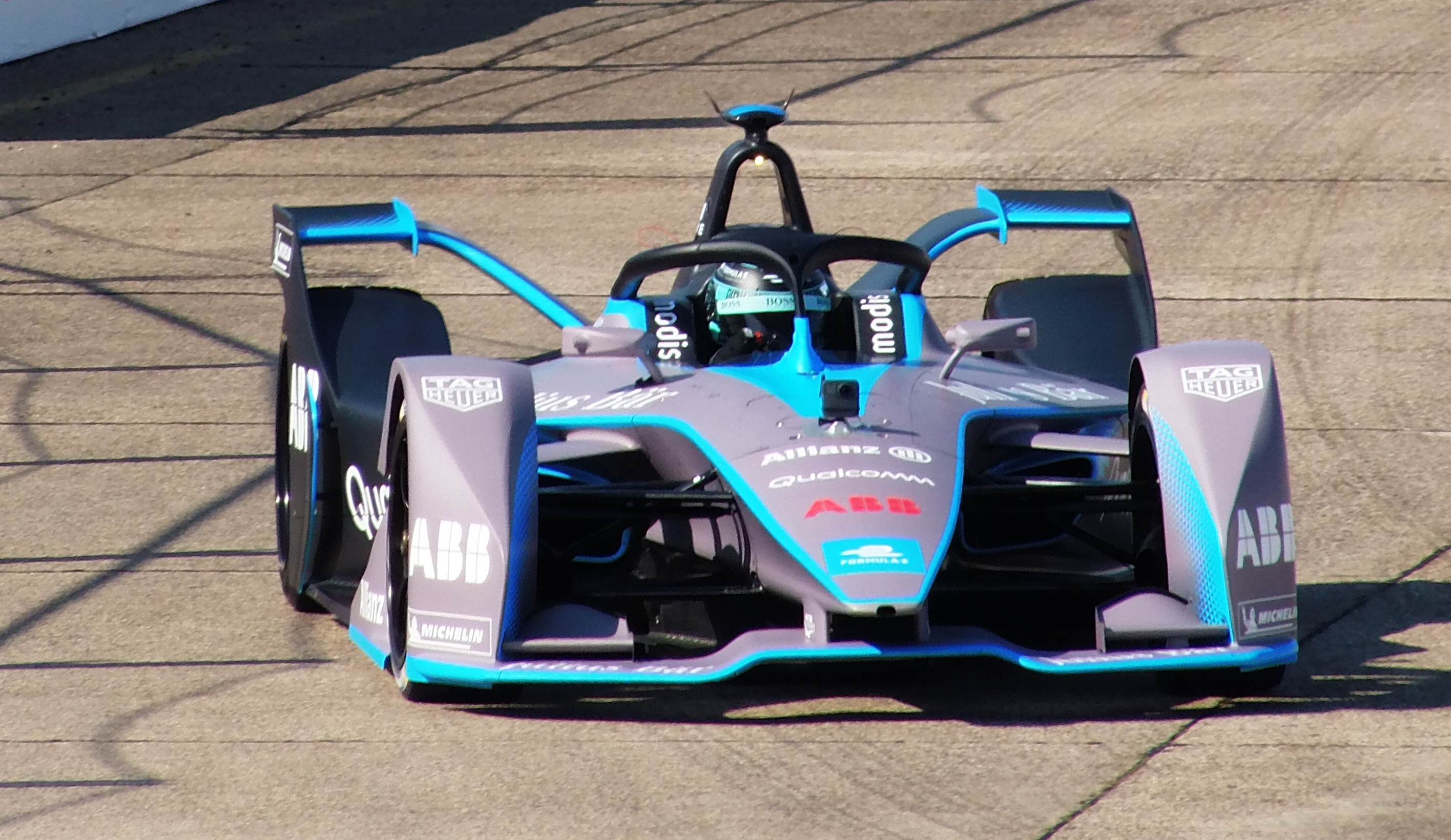
Piloto Nico Rosberg conduciendo un coche Gen2 en el Berlin E-Prix de la ABB Formula E.

| 2014-15  | 2015-16  | 2016-17  | 2017-18  | 2018-19        | 2019-20        | 2020-21        | 2021-22     | 2022-23   | 2023-24   | 2024-25   |
| Renault  | Renault  | Renault  | Renault  | Nissan         | Nissan         | Nissan         | Nissan      | Nissan    | Nissan    | Nissan    |
| Mahindra |          |          |          |                |                |                |             |           |           |           |
| Virgin   | Virgin   | Virgin   | Virgin   | Virgin         | Virgin         | Virgin         | Envision    | Envision  | Envision  | Envision  |
| NEXTEV   | NEXTEV   | NEXTEV   | NIO      | NIO            | NIO            | NIO            | NIO         | NIO       | ERT       | ERT       |
| Andretti | Andretti | Andretti | Andretti | BMW i Andretti | BMW i Andretti | BMW i Andretti | Andretti    | Andretti  | Andretti  | Andretti  |
| Dragon   | Dragon   | Dragon   | Dragon   | Dragon         | Dragon         | Dragon         | Dragon      | Penske    | Penske    | Penske    |
| Venturi  | Venturi  | Venturi  | Venturi  | Venturi        | Venturi        | Venturi        | Venturi     | Maserati  | Maserati  | Maserati  |
| ABT Audi | ABT Audi | ABT Audi | ABT Audi | ABT Audi       | ABT Audi       | ABT Audi       | ABT Audi    | ABT Cupra | ABT Cupra | ABT Cupra |
|          |          | Jaguar   |          |                |                |                |             |           |           |           |
|          |          |          |          | HWA            | Mercedes-EQ    | Mercedes-EQ    | Mercedes-EQ | McLaren   | McLaren   | McLaren   |
|          |          |          |          |                | Porsche        |                |             |           |           |           |

## e-Prix

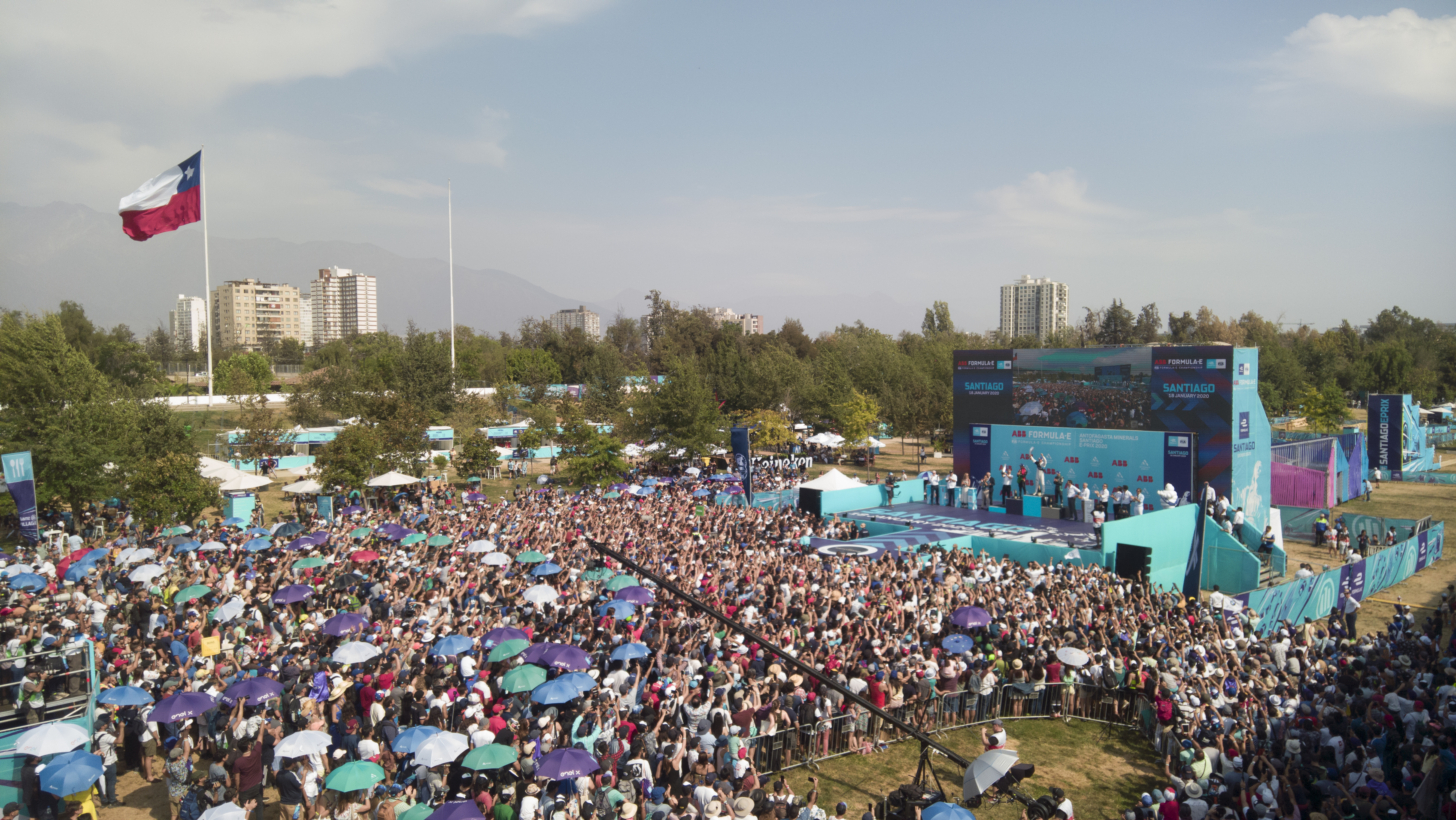
Podio del e-Prix de Santiago de 2020

Los ePrix se llevan a cabo en circuitos que tienen una longitud de 2,5 a 3 km, y son en su mayoría urbanos.
| ePrix                         | Circuito                                  | Años                                                                          | Ediciones |
| ----------------------------- | ----------------------------------------- | ----------------------------------------------------------------------------- | --------- |
| e-Prix de Berlín              | Aeropuerto de Berlín-Tempelhof            | 2014-15 - 2016-17 - 2017-18 - 2018-19 - 2019-20 - 2020-21 - 2021-22 - 2022-23 | 9         |
| e-Prix de Berlín              | Circuito callejero de Berlín              | 2015-16                                                                       | 9         |
| e-Prix de la Ciudad de México | Autódromo Hermanos Rodríguez              | 2015-16 - 2016-17 - 2017-18 - 2018-19- 2019-20 - 2021-22 - 2022-23            | 7         |
| e-Prix de Mónaco              | Circuito de Mónaco                        | 2014-15 - 2016-17 - 2018-19 - 2020-21 - 2021-22 - 2022-23                     | 6         |
| e-Prix de Diriyah             | Circuito callejero de Diriyah             | 2018-19 - 2019-20 - 2020-21 - 2021-22 - 2022-23                               | 5         |
| e-Prix de Roma                | Circuito callejero del EUR                | 2017-18 - 2018-19 - 2020-21 - 2021-22 - 2022-23                               | 5         |
| e-Prix de Nueva York          | Circuito callejero de Brooklyn            | 2016-17 - 2017-18 - 2018-19 - 2020-21 - 2021-22                               | 5         |
| e-Prix de Marrakech           | Circuito Internacional Moulay El Hassan   | 2016-17 - 2017-18 - 2018-19 - 2019-20 - 2021-22                               | 5         |
| e-Prix de Londres             | Circuito callejero del parque Battersea   | 2014-15 - 2015-16                                                             | 4         |
| e-Prix de Londres             | Circuito del centro de exposiciones ExCeL | 2020-21 - 2021-22 - 2022-23                                                   | 4         |
| e-Prix de París               | Circuito de los Inválidos                 | 2015-16 - 2016-17 - 2017-18 - 2018-19                                         | 4         |
| e-Prix de Santiago            | Circuito del parque O'Higgins             | 2018-19 - 2019-20                                                             | 3         |
| e-Prix de Santiago            | Circuito callejero de Santiago            | 2017-18                                                                       | 3         |
| e-Prix de Hong Kong           | Circuito callejero de Hong Kong           | 2016-17 - 2017-18 - 2018-19                                                   | 3         |
| e-Prix de Punta del Este      | Circuito callejero de Playa Brava         | 2014-15 - 2015-16 - 2017-18                                                   | 3         |
| e-Prix de Buenos Aires        | Circuito callejero de Puerto Madero       | 2014-15 - 2015-16 - 2016-17                                                   | 3         |
| e-Prix de Yakarta             | Circuito Internacional e-Prix de Yakarta  | 2021-22 - 2022-23                                                             | 2         |
| e-Prix de Long Beach          | Circuito callejero de Long Beach          | 2014-15 - 2015-16                                                             | 2         |
| e-Prix de Pekín               | Circuito del Parque Olímpico de Pekín     | 2014-15 - 2015-16                                                             | 2         |
| e-Prix de Putrajaya           | Circuito callejero de Putrajaya           | 2014-15 - 2015-16                                                             | 2         |
| e-Prix de Hyderabad           | Circuito callejero de Hyderabad           | 2022-23                                                                       | 1         |
| e-Prix de Ciudad del Cabo     | Circuito callejero de Ciudad del Cabo     | 2022-23                                                                       | 1         |
| e-Prix de São Paulo           | Circuito callejero de São Paulo           | 2022-23                                                                       | 1         |
| e-Prix de Portland            | Portland International Raceway            | 2022-23                                                                       | 1         |
| e-Prix de Seúl                | Circuito callejero de Seúl                | 2021-22                                                                       | 1         |
| e-Prix de Valencia            | Circuito Ricardo Tormo                    | 2020-21                                                                       | 1         |
| e-Prix de Puebla              | Circuito Miguel E. Abed                   | 2020-21                                                                       | 1         |
| e-Prix de Sanya               | Circuito de la bahía de Haitang           | 2018-19                                                                       | 1         |
| e-Prix de Berna               | Circuito callejero de Berna               | 2018-19                                                                       | 1         |
| e-Prix de Zúrich              | Circuito callejero de Zúrich              | 2017-18                                                                       | 1         |
| e-Prix de Montreal            | Circuito callejero de Montreal            | 2016-17                                                                       | 1         |
| e-Prix de Miami               | Circuito callejero de Biscayne Bay        | 2014-15                                                                       | 1         |
| ePrix de Moscú                | Circuito callejero de Moscú               | 2014-15                                                                       | 1         |

- Las carreras de la temporada 2022-23 se destacan en negrita. Las que aún no se disputaron, en cursiva.

## Palmarés
| Temp.   | Piloto campeón                     | Puntos | Piloto subcampeón            | Puntos | Escudería campeona | Motor    | Puntos |
| ------- | ---------------------------------- | ------ | ---------------------------- | ------ | ------------------ | -------- | ------ |
| 2014-15 | Nelson Piquet Jr (NextEv)          | 144    | Sébastien Buemi (e.Dams)     | 143    | e.Dams             | Renault  | 232    |
| 2015-16 | Sébastien Buemi (e.Dams)           | 155    | Lucas di Grassi (Audi Abt)   | 153    | e.Dams             | Renault  | 270    |
| 2016-17 | Lucas di Grassi (Audi Abt)         | 181    | Sébastien Buemi (e.Dams)     | 157    | e.Dams             | Renault  | 268    |
| 2017-18 | Jean-Éric Vergne (Techeetah)       | 198    | Lucas di Grassi (Audi Abt)   | 144    | Audi Abt           | Audi     | 264    |
| 2018-19 | Jean-Éric Vergne (Techeetah)       | 136    | Sébastien Buemi (e.Dams)     | 119    | Techeetah          | DS       | 222    |
| 2019-20 | António Félix da Costa (Techeetah) | 158    | Stoffel Vandoorne (Mercedes) | 87     | Techeetah          | DS       | 244    |
| 2020-21 | Nyck de Vries (Mercedes)           | 99     | Edoardo Mortara (Venturi)    | 92     | Mercedes           | Mercedes | 181    |
| 2021-22 | Stoffel Vandoorne (Mercedes)       | 213    | Mitch Evans (Jaguar)         | 180    | Mercedes           | Mercedes | 319    |
| 2022-23 | Jake Dennis (Andretti)             | 229    | Nick Cassidy (Envision)      | 199    | Envision           | Jaguar   | 304    |
| 2023-24 | Pascal Wehrlein (Porsche)          | 199    | Mitch Evans (Jaguar)         | 192    | Jaguar             | Jaguar   | 368    |
| 2024-25 | Oliver Rowland (Nissan)            | 184    | Nick Cassidy (Jaguar)        | 153    | Porsche            | Porsche  | 383    |

### Por pilotos
| N.º | Piloto                 | Títulos | Años             |
| --- | ---------------------- | ------- | ---------------- |
| 1   | Jean-Éric Vergne       | 2       | 2017-18, 2018-19 |
| 2   | Nelson Piquet, Jr.     | 1       | 2014-15          |
| 2   | Sébastien Buemi        | 1       | 2015-16          |
| 2   | Lucas Di Grassi        | 1       | 2016-17          |
| 2   | António Félix da Costa | 1       | 2019-20          |
| 2   | Nyck de Vries          | 1       | 2020-21          |
| 2   | Stoffel Vandoorne      | 1       | 2021-22          |
| 2   | Jake Dennis            | 1       | 2022-23          |
| 2   | Pascal Wehrlein        | 1       | 2023-24          |
| 2   | Oliver Rowland         | 1       | 2024-25          |

### Por escuderías
| N.º | Equipo                    | Títulos | Años                      |
| --- | ------------------------- | ------- | ------------------------- |
| 1   | Renault e.Dams            | 3       | 2014-15, 2015-16, 2016-17 |
| 2   | DS Techeetah              | 2       | 2018-19, 2019-20          |
| 2   | Mercedes EQ               | 2       | 2020-21, 2021-22          |
| 3   | Audi Sport ABT Schaeffler | 1       | 2017-18                   |
| 3   | Envision Racing           | 1       | 2022-23                   |
| 3   | Jaguar                    | 1       | 2023-24                   |
| 3   | Porsche                   | 1       | 2024-25                   |

## Resumen estadístico

### Estadísticas de pilotos
| N.º     | Piloto                 | Victorias |
| ------- | ---------------------- | --------- |
| 1       | Sébastien Buemi        | 13        |
| 1       | Lucas di Grassi        | 13        |
| 3       | Sam Bird               | 11        |
| 4       | Jean-Éric Vergne       | 10        |
| 5       | António Félix da Costa | 7         |
| 6       | Mitch Evans            | 6         |
| 6       | Edoardo Mortara        | 6         |
| 8       | Nyck de Vries          | 4         |
| 9       | Nicolas Prost          | 3         |
| 9       | Felix Rosenqvist       | 3         |
| 9       | Jerome d'Ambrosio      | 3         |
| 9       | Maximilian Günther     | 3         |
| 9       | Stoffel Vandoorne      | 3         |
| 9       | Jake Dennis            | 3         |
| Fuente: |                        |           |

| N.º     | Piloto                 | Poles |
| ------- | ---------------------- | ----- |
| 1       | Jean-Éric Vergne       | 15    |
| 2       | Sébastien Buemi        | 14    |
| 3       | António Félix da Costa | 9     |
| 4       | Stoffel Vandoorne      | 7     |
| 5       | Felix Rosenqvist       | 6     |
| 5       | Sam Bird               | 6     |
| 7       | Oliver Rowland         | 5     |
| 8       | Lucas di Grassi        | 3     |
| 8       | Alexander Sims         | 3     |
| 8       | Pascal Wehrlein        | 3     |
| 8       | Mitch Evans            | 3     |
| 8       | Nick Cassidy           | 3     |
| 8       | Jake Dennis            | 3     |
| Fuente: |                        |       |

| N.º     | Piloto                 | Podios |
| ------- | ---------------------- | ------ |
| 1       | Lucas di Grassi        | 39     |
| 2       | Jean-Éric Vergne       | 30     |
| 3       | Sébastien Buemi        | 29     |
| 4       | Sam Bird               | 22     |
| 5       | Mitch Evans            | 18     |
| 6       | António Félix da Costa | 16     |
| 7       | Stoffel Vandoorne      | 15     |
| 8       | Robin Frijns           | 13     |
| 8       | Edoardo Mortara        | 13     |
| 10      | Daniel Abt             | 10     |
| Fuente: |                        |        |

### Estadísticas de equipos
| N.º     | Equipo          | Victorias |
| ------- | --------------- | --------- |
| 1       | e.Dams          | 17        |
| 2       | Techeetah       | 15        |
| 3       | ABT             | 14        |
| 4       | Envision Virgin | 12        |
| 5       | Andretti        | 8         |
| 5       | Jaguar          | 8         |
| 5       | Venturi         | 8         |
| 8       | Mercedes-EQ     | 7         |
| 9       | Mahindra        | 5         |
| 10      | NIO             | 2         |
| 10      | Dragon Racing   | 2         |
| Fuente: |                 |           |

| N.º     | Equipo          | Poles |
| ------- | --------------- | ----- |
| 1       | e.Dams          | 20    |
| 1       | Techeetah       | 20    |
| 3       | Envision Virgin | 11    |
| 4       | Andretti        | 10    |
| 5       | Mahindra        | 9     |
| 6       | Mercedes-EQ     | 8     |
| 7       | ABT             | 5     |
| 8       | Jaguar          | 4     |
| 9       | Dragon Racing   | 3     |
| 9       | Porsche         | 3     |
| 9       | Venturi         | 3     |
| Fuente: |                 |       |

| N.º     | Equipo          | Podios |
| ------- | --------------- | ------ |
| 1       | ABT             | 47     |
| 2       | Techeetah       | 43     |
| 3       | e.Dams          | 39     |
| 3       | Envision Virgin | 39     |
| 5       | Mahindra        | 23     |
| 6       | Mercedes-EQ     | 22     |
| 7       | Jaguar          | 21     |
| 7       | Andretti        | 21     |
| 7       | Venturi         | 21     |
| 10      | Dragon Racing   | 10     |
| Fuente: |                 |        |

Nota: actualizado al e-Prix de Seúl 2022 II.

## Derechos audiovisuales
La Fórmula E ofrece una cobertura televisiva integral en vivo a través de las principales emisoras de todo el mundo (FOX Sports, Channel 4, CCTV-5, Eurosport, Canal+, J Sports, Ziggo Sport Totaal, SABC Sport, TV Cultura). La producción corre a cargo de Aurora Media Worldwide. Desde la primera temporada, la transmisión mundial es presentada por Jack Nicholls y Dario Franchitti, con Nicki Shields actuando como reportero en el pit lane. West Gillett se desempeña como director de televisión.